# Franz Ferdinand (album)
Franz Ferdinand je první studiové album stejnojmenné skotské indie rockové skupiny Franz Ferdinand.
Album zaznamenalo obrovský úspěch u kritiky i posluchačů. Od magazínu NME obdrželo bodové ohodnocení 9/10 a později ho zvolil albem roku a singl „Take Me Out“ nejlepší písní roku. Na BBC pro změnu hlásili: „Se svými 38 minutami sice nepatří mezi nejdelší, ale tohle mistrovské dílo v němž se mísí rozdílné žánry musíte poslouchat od začátku až do konce.“ V roce 2004 obdrželo Mercury Prize a bylo zařazeno do knihy 1001 alb které musíte slyšet než zemřete.
Album se umístilo na předních místech prodávanosti ve Velké Británii, USA, Austrálii a dalších státech. Nejoblíbenějšími písněmi se stali „Take Me Out“ a „The Dark of the Matinée“.

## Obsazení
- Alex Kapranos – kytara, zpěv
- Nick McCarthy – kytara, zpěv, klávesy
- Bob Hardy – basová kytara
- Paul Thomson – bicí, zpěv
- Andy Knowles (doprovázel kapelu na turné) – bicí, klávesy, kytara

## Ocenění
- 2004: Mercury Prize - nejlepší album
- 2004: Q Awards - nejlepší video („Take Me Out“)
- 2005: NME Awards - nejlepší píseň („Take Me Out“)
- 2005: NME Awards- nejlepší album

## Seznam skladeb
1. Jacqueline – 3:49
2. Tell Her Tonight – 2:17
3. Take Me Out – 3:57
4. The Dark of the Matinée – 4:03
5. Auf Achse – 4:19
6. Cheating On You – 2:36
7. This Fire – 4:14
8. Darts of Pleasure – 2:59
9. Michael – 3:21
10. Come On Home – 3:46
11. 40' – 3:24

Všechny písně napsal Kapranos/McCarthy, kromě „Jacqueline“ a „The Dark Of The Matinée“ (napsal Hardy, Kapranos, Thomson a McCarthy).

## Singly z alba
1. „Darts of Pleasure“ (vyšlo 8. září 2003)
2. „Take Me Out“ (vyšlo 12. ledna 2004)
3. „The Dark of the Matinée“ (vyšlo 19. dubna 2004)
4. „Michael“ (vyšlo 16. srpna 2004)
5. „This Fire“ (vyšlo 12. listopadu 2004)

## Umístění ve světě
| Stát          | Umístění |
| ------------- | -------- |
| Vel. Británie | 3.       |
| USA           | 2.       |
| Austrálie     | 12.      |